# Alexandre de Beauharnais
Alexandre François Marie de Beauharnais, Vicomte de Beauharnais, francoski politik in general, * 28. maj 1760, Martinik, † 23. julij 1794, Pariz.
Bil je prvi mož Joséphine Tascher de la Pagerie, poznejše žene Napoleona.
Zaradi padca Mainza je bil obsojen in usmrčen.